# Michael Lam
Michael Lam (7 de abril de 1997) es un deportista hongkonés que compite en triatlón. Ganó una medalla de bronce en el Campeonato Asiático de Triatlón de 2015 en la prueba de relevo mixto.

## Palmarés internacional
| Campeonato Asiático | Campeonato Asiático   | Campeonato Asiático | Campeonato Asiático |
| Año                 | Lugar                 | Medalla             | Prueba              |
| ------------------- | --------------------- | ------------------- | ------------------- |
| 2015                | Nueva Taipéi (Taiwán) | Medalla de bronce   | Relevo mixto        |